# مرح دريمه
مرح دُرَيمة (بالإنجليزية: Marah Durimeh)‏ هي شخصية خيالية من روايات كارل ماي حول قرة بن نمسي. هويتها الحقيقية هي شبح الكهف. وهي معروفة باسم الساحرة بين الأكراد. مرح هي أميرة كردية، أرملة ملك مشهور. ويقال أنها قد كتبت العديد من الكتب.
أراد كارل ماي أن يكتب العديد من الروايات عنها، على غرار سلسلة «ويننيتو»، لكنه لم يصل إليها. تغيرت الشخصية من مخلوقة برية وقبيحة في المنشورات المبكرة إلى ما فهمه كنظير مشرقي أنثوي لرئيس وينيتو الهندي رئيس، كلاهما يجسّدان التصوف والصعود من شخص منخفض، شهواني، يرتفع ليصبح شخصية نشيطة. يشار إليها عدة مرات على أنها روح البشرية. ويذكر في سيرته الذاتية أنه صمم الشخصية على جدته، التي كانت قريبة جدًّا له وقامت بتربيته في طفولته المبكرة، وخاصةً أثناء عماه.

## قصص ألمانية أصلية
- من خلال كردستان البرية (1892)
- في عالم الأسد الفضي 2 (1898)
- بابل والكتاب المقدس - الفنتازيا العربية في عملين (1906، دراما)
- اردستان وجينستان 1 (1909)
- اردستان وجينستان 2 (1909)

هناك العديد من الإشارات لها:
- من بغداد إلى إسطنبول (1892)
- في عالم الأسد الفضي 3 (1902)
- في عالم الأسد الفضي 4 (1903)
- والسلام على الأرض! (1904)
- وينتاو 4 (1910)

## دور مرح في الروايات
هي خالة عبد الفضل، وعمة بيديهر الكبيرة، وجدّة شاكرة وصديقة أستاد. أهرمان ميرزا يفكر بها كخصم رئيسي له. يلتقي قرة بن نمسي هؤلاء الأشخاص عدة مرات ويصادفها كثيرًا. لديه مع مرح مناقشات طويلة حول الدين.
تبلغ أكثر من مائة سنة من العمر، ولا تزال تحتفظ بسلطاتها وتحظى بتقدير كبير من قبل الجميع. وتنهي المعارك العنيفة بين المجموعات العرقية المختلفة.

## الأفلام التي ظهرت بها
- 1920 «على أنقاض الجنة»، فيلم صامت يعتقد بأنه ضائع.
- 1965 «في عالم الأسد الفضي» imdb.com أحد أفلام كارل ماي الألمانية في الستينيات مع الممثل الأمريكي ليكس باركر.

## وصلات خارجية
- Article in the encyclopedia of Karl May figures (German)
- English translations of Karl May's works by Nemsi Books
- English translations of Karl May's works by Marlies Bugmann